# Die Frauen von Rjasan
Die Frauen von Rjasan ist ein sowjetisches Filmdrama von Olga Preobraschenskaja und Iwan Prawow aus dem Jahr 1927. Produziert wurde es vom Staatskonzern Sowkino.

## Handlung
Der Film berichtet vom weiblichen Emanzipationsstreben, das durch die Umstände im Hinterland des Krieges angeregt wird. Ausgangspunkt ist die Rechtlosigkeit der Frauen im ländlichen Rjasan im vorrevolutionären Russland.
Kurz vor dem Ausbruch des Ersten Weltkrieges wählen das arme Bauernmädchen Anna und die reiche Bauerstochter Wassilissa ihren zukünftigen Ehemann. Wassilissas Vater, der reiche Bauer Wassili, sieht der Liebschaft seiner Tochter mit dem armen Schmied Nikolai mit Unmut entgegen. Gleichzeitig erlaubt er seinem Sohn Iwan, die mittellose Anna zu heiraten. Als Wassili schließlich droht, Wassilissa aus dem Haus zu werfen, wenn sie weiter zu Nikolai hält, verlässt sie kurzentschlossen das Haus. Fortan sind sie und Nikolai Ausgestoßene, die ohne elterlichen und kirchlichen Segen wie Eheleute zusammenleben. Mit dem Geliebten vereint, ist Wassilissa jedoch fast ebenso glücklich wie Anna, ihre Schwägerin.
Als der Erste Weltkrieg ausbricht, werden beide Männer eingezogen. Um sich über den Fortgang ihres Mannes hinwegzutrösten, widmet sich Wassilissa dem Bau eines Waisenhauses und findet so zu einer neuen Lebensaufgabe. Anna hingegen ist über die erzwungene Trennung von Iwan untröstlich – zumal alle Nachrichten von ihm ausbleiben. Nach zwei Jahren schließlich verlieren alle Familienmitglieder die Hoffnung, ihn wiederzusehen. Jetzt erst wird verständlich, warum sein alter Vater die Hochzeit Iwans mit der armen Anna erlaubt hatte – im Prinzip hatte er diese für sich selbst ausgewählt. Er vergewaltigt und schwängert Anna, die darauf von allen Dorfmitgliedern verachtet und schikaniert wird.
Eines Tages kehrt Iwan zurück. Anna kann dem heimkehrenden Ehemann nicht erklären, dass sie gegen ihren Willen Mutter wurde und flieht vor der Willkür der Umwelt in den Freitod.

## Hintergrund
Olga Preobraschenskaja war Schauspielerin und Assistentin von Wsewolod Pudowkin. Sie hat im Laufe ihrer Karriere rund 16 Filme realisiert.
Die Kulissen schuf Dmitri Kolupajew.
Baby rjasanskije wurde in der Sowjetunion am 13. Dezember 1927 uraufgeführt, in Deutschland am 17. August 1928 im Dresdener Großkino Capitol und am 30. August im Berliner Großkino Capitol.
Im Verleih der Deutsch-Russischen Film-Allianz AG. (Derussa) lief er als Die Frauen von Rjasan mit großem Erfolg im Deutschland der Weimarer Republik und trug zum Ruhm des »Russenfilms« bei. Ein weiterer, eher spekulativ tönender Verleihtitel war Das Dorf der Sünde.
Auch in Frankreich, Portugal und Finnland wurde der Film gezeigt. In den USA lief er unter Titeln wie Peasant Women of Riazan, The Devil's Plaything oder The Village of Sin. Ebenso in Italien als Il villaggio del peccato.
Der Film wurde im Jahr 1929 unter Leitung des Erfinders des sowjetischen Tonverfahrens Alexander Schorin teilweise vertont.

## Rezeption
„Das von einer Frau inszenierte Melodram kann zweifelsohne als feministisches Werk eingestuft werden : in Vorbereitung auf den Film hatte sich Regisseurin Preobraženskaja intensiv mit der Rolle der Frau in der vorrevolutionären russischen Gesellschaft auseinandergesetzt.“

„Hier werden die Liebe, die Eifersucht, heftige menschliche Leidenschaften gezeigt. Die Hauptrollen wurden von jungen, noch nicht sehr erfahrenen, aber begabten Schauspielerinnen verkörpert. Die Werke der Preobraschenskaja erschienen zu einer Zeit, da man politisch-soziale Filme machte, die aus Prinzip Fragen der Liebe, der Familie, der Sitten übergingen, und das erklärt den langen Erfolg eines Filmes wie DIE FRAUEN VON RJASAN.“

„Olga Preobrazhenskaya […] hat mit ihrem Melodrama ein lichtgetränktes Meisterwerk geschaffen. Sie versetzt die ZuschauerInnen in eine durch bäuerliche Arbeit geprägte Szenerie einer vergangenen Epoche vor der Russischen Revolution, in der sie das männerbestimmte Schicksal zweier Frauen situiert hat.“

„Der Film besticht durch eine detailgetreue, von lyrischen Elementen durchsetzte Milieuschilderung von atmosphärischer Dichte. Der Spannungsbogen mündet in ein dramatisches Finale, in dem surreale Elemente in den epischen Erzählduktus eindringen. Ein bahnbrechender Filmbeitrag zum Thema Stellung der Frauen in der Gesellschaft.“

„Es ist unfaßlich, wie diese Russen das machen. Diese überrumpelnde Milieuschilderung, diese umfassend-knappe Typenzeichnung, diese hauchdünn getuschten Charaktere. Auf Anhieb sind wir überzeugt.“

„DIE FRAUEN VON RJASAN sucht in einigen knapp gezeichneten, typischen Menschenschicksalen die große Wandlung vom Zarenreich zum neuen Russland darzustellen. In diese offene, sonnige Welt der Felder, der weidenden Tiere, der rauschenden Baumwipfel, bricht die Nachricht vom Kriege. Die Söhne rücken ein, hungrige Vögel in ihrem Nest werden dichterisches Symbol einer harten, grauenvollen Zeit. Während die jungen Bauern im Felde stehen, stellen die alten den Frauen nach. Als der Sohn heimkehrt, findet er ein Kind vor, das nicht seines ist. In ihrer Verzweiflung geht seine Frau ins Wasser; Vater und Sohn geraten aneinander – das Ende dieses Kampfes verschweigt der Film. Wichtiger aber als die heutige, vom Kriege, von den Verbrechen des Zarismus unterhöhlte, zermorschte Generation ist die kommende, ist das Kind. An ihm macht die Gemeinschaft gut, was die Eltern verschuldeten. Der Palast nahe beim Dorfe ist in den Tagen der Revolution in ein Kinderheim umgestaltet worden. In neuem Geiste wird eine neue Menschheit erzogen.
Es gibt in diesem schönen Film, den eine Frau inszenierte, keine Kriegs- und keine Revolutionsbilder; und dennoch spielen Krieg und Revolution in seiner Fabel eine wichtige Rolle. Es gibt hier keine ausnehmend hässlichen Menschen, und doch sind alle Gestalten des Films lebensechte, glaubhafte russische Bauern. Es gibt keine zerfetzten Kostüme, und doch wirkt der Film ungestellt, ungekünstelt, ungeschminkt. Die Wirklichkeitstreue einer Filmfigur liegt eben nicht darin, dass sie unrasiert und zerlumpt ist, sondern darin, wie sie als Gestalt vom Filmschöpfer angelegt, wie sie vom Darsteller gespielt wird. Auch die schönen Menschengesichter dieses Films sind charaktervoll, lebensvoll, sind nicht süßlich und geleckt, wie die schönen Gesichter aus Hollywood und Neubabelsberg. Die notwendigen Konzessionen zu machen, aber der revolutionären Aufgabe nicht untreu zu werden, gelang Olga Preobrazenskaja ausgezeichnet.“

Die Frauen von Rjasan wurde vom Kulturkanal ARTE am 27. Oktober 2008 in der russischen Originalfassung mit deutschen Zwischentiteln erstmals im Fernsehen gesendet; der russische Komponist und Pianist Sergei Dreznin hatte dazu eine neue Musik komponiert, in der auch zeitgenössische russische Gesänge aus der Gegend von Rjasan verwendet wurden. Am 27. Juli 2009 wurde die Sendung wiederholt.